# USS LST-969
O USS LST-969 foi um navio de guerra norte-americano da classe LST que operou durante a Segunda Guerra Mundial.